# 法蘭卡·波坦特
法蘭卡·波坦特（德語：Franka Potente，1974年7月22日—），德國女演員，她的演員生涯最初是由一部喜劇片《It's a Jungle Out There》（1995年）而出道，之後在1998年演出她的知名作品《蘿拉快跑》（1998年），之後波坦特逐漸獲得了好萊塢的注意，分別飾演《一世狂野》中的Barbara Buckley和《神鬼認證》中的女主角瑪莉。波坦特是一位相當有造詣的戲劇演員，她在《蘿拉快跑》和《Opernball》的演出為她贏得了德國最高的電影和電視的獎項。波坦特的演出最顯著的莫過於她大多擔任各種低預算大片商製作影片中的角色，範圍包括浪漫喜劇、戲劇、科幻和動作驚悚電影。

## 生平

### 早年生活
波坦特出生於西德北萊茵-威斯伐倫明斯特，後來在鄰近的Dülmen長大。她是家中兩個小孩中較年長的，父親迪特·波坦特是一名教師，母親希爾德各德是一名內科助理。波坦特這個家族名是由她的高祖父而來的，而她的高祖父是從義大利西西里島來的。波坦特在高三17歲時，作為交換學生到了美國德州的Humble高校，她也是在那裡喜歡上了跳舞以及替同學素描。

### 生涯
當波坦特重回德國後，她便就讀了慕尼黑的Otto Falkenberg演藝學校，後來在校外時期便會兼差演戲，她的第一部參與的片子是一部校園影片——《Aufbruch》。後來被星探發掘並且在《It's a Jungle Out There》演出，這部片的導演也是她當時的男朋友漢斯·克里斯提安·史密德。這部片也讓波坦特得到了1995年巴伐利亞影展上的最佳新穎女演員的獎項，之後他在曼哈頓的Lee Strasberg Theatre Institute進行演藝訓練。
波坦特後來回到了歐洲並且拍攝了許多德語或法語片子，之後她與導演湯姆·提克威爾在咖啡館會談之後，她便演出了《蘿拉快跑》這部片子的女主角，而這部片也是為了波坦特而打造，雖然這部片是低預算的片子，但是在歐洲市場上相當的成功，她也演唱許多片中的歌曲。之後波坦特拍攝了許多德語影片，包括恐怖片《活人破膽》、浪漫驚悚片《公主與戰士》，她的第一部英語電影是2001年《Storytelling》，之後包括與強尼·戴普合作的《一世狂野》，或是麥特·戴蒙主演的《神鬼認證》中的女主角——瑪莉，之後也在續集中《神鬼認證：神鬼疑雲》演出，她也曾經執導與編寫默劇《Der die Tollkirsche ausgräbt》。
自2007年5月22日開始，波坦特開始在FX電視網的電視影集《The Shield》擔任角色Diro Kesakhian，飾演一個洛杉磯的殘酷幫派教母。

### 私生活
當不在工作的時候，波坦特就會住在柏林。波坦特以前曾經與美國演員伊萊賈·伍德和德國導演湯姆·提克威爾約會過。

## 作品
| 年度        | 影片                                | 角色                         | 備註                                           |
| ----------- | ----------------------------------- | ---------------------------- | ---------------------------------------------- |
| 1995年      | 《It's a Jungle Out There》         | Anna                         | Bavarian Film Award - 最佳新人女演員           |
| 1997年      | 《Coming In》                       | Nina                         | 電視影片                                       |
| 1998年      | 《Opernball》                       | Gabrielle Becker             | Television film Bavarian TV Award - 最佳女演員 |
| 1998年      | 《蘿拉快跑》                        | 蘿拉                         | Bambi Award - 最佳女演員                       |
| 1998年      | 《Bin ich schön?》                  | Linda                        |                                                |
| 2000年      | 《活人破膽》                        | Paula Henning                |                                                |
| 2000年      | 《公主與戰士》                      | Simone 'Sissi' Schmidt       |                                                |
| 2001年      | 《一世狂野》                        | Barbara Buckley              |                                                |
| 2002年      | 《神鬼認證》                        | 瑪莉·海連那·克盧茲           |                                                |
| 2002年      | 《Try Seventeen》                   | Jane                         |                                                |
| 2003年      | 《I Love Your Work》                | Mia                          |                                                |
| 2003年      | 《藍色協奏曲》                      | 愛麗絲·西寧                  |                                                |
| 2004年      | 《神鬼認證：神鬼疑雲》              | 瑪莉·海連那·克盧茲           |                                                |
| 2004年      | 《噬血地鐵站》                      | 凱特                         |                                                |
| 2005年      | 《動情激素》                        | Annabelle                    |                                                |
| 2006年      | 《光頭神探》                        | Diro Kesakhian               | 電視影集；3集                                  |
| 2007年      | 《神鬼認證：最後通牒》              | 瑪莉·海連那·克盧茲           | 僅出現在傑森·包恩的記憶片段中                  |
| 2007年      | 《Romulus, My Father》              | Christina                    |                                                |
| 2008年      | 《切·格瓦拉》                       | 塔玛拉·邦克                  |                                                |
| 2008年      | 《Manhunt》                         | Beate Klarsfeld              | 電視電影                                       |
| 2008年      | 《The Bridge》                      | Elfie Bauer                  | 電視電影                                       |
| 2009年      | 《怪醫豪斯》                        | Lydia                        | 電視影集；1集                                  |
| 2010年      | 《上海》                            | Leni Müller                  |                                                |
| 2010年      | 《Small Lights》                    | Valerie                      |                                                |
| 2010年      | 《灵异妙探》                        | Nadia                        | 電視影集；1集                                  |
| 2011年      | 《拉科尼亚号的沉没》                | Hilda Smith                  | 電視電影；2集                                  |
| 2011年      | 《Beate Uhse: Das Recht auf Liebe》 | Beate Uhse                   | 電視電影                                       |
| 2012-2013年 | 《紐約神探》                        | Eva Heissen                  | 電視影集；20集                                 |
| 2012年      | 《美國恐怖故事：瘋人院》            | Anne Frank / Charlotte Brown | 電視影集；2集                                  |
| 2014年      | 《雙城追凶》                        | Eleanor Nacht                | 電視影集；12集                                 |
| 2016年      | 《暗物質》                          | Chief Inspector Shaddick     | 電視影集；1集                                  |
| 2016年      | 《厲陰宅2》                         | 艾妮塔·葛雷格利              |                                                |
| 2016年      | 《Taboo》                           | Helga                        | 電視影集                                       |

## 外部連結
- 法蘭卡·波坦特在互联网电影资料库（IMDb）上的資料（英文）
- 法蘭卡·波坦特在Allmusic上的頁面